# Mark Tout
Mark John Tout (ur. 24 stycznia 1961 w Hitchin) – brytyjski bobsleista, olimpijczyk.

## Kariera
Największy sukces w karierze osiągnął w sezonie 1994/1995, kiedy zajął drugie miejsce w klasyfikacji Pucharu Świata czwórek. Wyprzedził go tylko Kanadyjczyk Pierre Lueders, a trzecie miejsce zajął Niemiec Dirk Wiese. Ponadto w sezonie 1993/1994 zajął trzecie miejsce w tej klasyfikacji oraz w klasyfikacji kombinacji. Nigdy nie zdobył medalu na mistrzostwach świata. W 1984 roku wystartował na igrzyskach olimpijskich w Sarajewie, zajmując dwudziestą pozycję w czwórkach. Startował także na trzech kolejnych edycjach tej imprezy, najlepsze wyniki osiągając podczas igrzysk w Lillehammer w 1994 roku, gdzie był szósty w dwójkach i piąty w czwórkach. W 1997 roku został zdyskwalifikowany na cztery lata za stosowanie dopingu.